# Мирошниченко, Сергей Владленович
Сергей Владленович Мирошниченко (род. 3 июня 1954 года, Черновцы, Черновицкая область,  СССР) — советский и российский художник, член-корреспондент Российской академии художеств (2011).

## Биография
Родился 3 июня 1954 года в г. Черновцы Черновицкой области УССР, живёт и работает в Москве.
В 1981 году — окончил факультет художественного конструирования, дизайна, отделение художественной обработки металла Московской художественно-промышленной академии имени С. Г. Строганова.
С 1981 по 1984 годы — главный художник «Экспорт самоцветов».
С 1985 по 1992 годы — художественный редактор «Внешторгиздат».
С 1998 года — профессор Европейской академии художеств в Люксембурге.
В 2011 году — избран членом-корреспондентом Российской академии художеств от Отделения дизайна.
Член Московского союза художников, Союза художников России.

## Основные проекты и произведения
Специализация — живопись, графика, скульптура малых и средних форм.
Дизайнерские проекты:
- 1 чемпионат СССР по бобслею, разработка фирменного стиля (Свердловская область, г. Чусовой, 1980 г.)
- Международный геологический конгресс, разработка фирменного стиля и сувенирной продукции (г. Москва, 1983 г.)
- ПРОК (Профессиональный клуб кинематографистов), дизайн-проект кинофестиваля ПРОК, оформление Дома кино (Москва, 1987 г.)
- Дизайн и оформление интерьеров в Театральном музее им. Бахрушина (Москва, 1988 г.)
- Организатор, куратор и участник выставки советского искусства в Люксембурге к 15-летию подписания договора о дружбе и сотрудничестве между странами (СССР-Люксембург) (1990 г.)
- Автор графического дизайна Международного общества «Мир» ФРГ-СССР (эмблема и печатные издания). (Мюнхен, 1992 г.)
- Юбилейная выставка к 20-летию договора дружбы Россия-Люксембург, Пушкинский центр, (г. Люксембург, 1995 г.)
- Разработка логотипа и дизайн печатной продкуции для Страховой компании ЭНЕРГОГАРАНТ-СТОЛИЦА. (2001 г.)
- Совместная художественная концепция и дизайн выставки «Среда обитания. Трагедия Южной Осетии», Российское агентство международной информации РИА-Новости и Государственный центральный музей современной истории России (Москва, 2008 г.)
- Фирменный стиль и участие в разработке художественной концепции проекта к международному саммиту АТЭС (21 страна) во Владивостоке «XXI.Мой Тихий океан», Российское агентство международной информации РИА-Новости (Москва, 2012 г.)
- Автор графического дизайна юбилейного издания к 90-летию Гейдара Алиева, первого президента Республики Азербайджан «Идущий впереди» («Тhе one who leads the way»), издательство АИРО-XXI (2013 г.)
- Участие в Международном проекте «ln Art» («В искусстве») (Люксембург, 2016—2017 гг.)
- декоративное панно г. Мюнхен (1994—1995 гг.)
- скульптуры: «Носорог» для компании «Goodyear» (2002 г.), Скульптура для храма Св. Антония (г. Беш, Люксембург 2002 г.)

С 1978 года — участник всесоюзных, российских и международных выставок.

## Награды
- Золотая медаль РАХ (2013)